# 张善和
张善和（1889年5月—1955年4月），字克庸，福建连江籍政治人物，中华民国大陆时期曾两度担任连江县行政长官，中华人民共和国成立后，亦担任连江县人民代表大会代表等职。